# 根特 (紐約州普查規定居民點)
根特（英語：Ghent）是位於美國紐約州哥倫比亞縣的普查規定居民點。

## 人口
根據2020年美國人口普查的數據，根特的面積為4.24平方千米，當中陸地面積為4.21平方千米，而水域面積為0.03平方千米。當地共有人口123人，而人口密度為每平方千米29.01人。